# Affrontando i giganti
Affrontando i giganti (Facing the Giants) è un film statunitense drammatico e religioso, prodotto nel 2006, è diretto e interpretato da Alex Kendrick. Il film, girato ad Albany, in Georgia, racconta la storia di una squadra di football sotto una visione cristiana del mondo.
Negli Stati Uniti, il film è uscito in DVD nel 2007 ed ha fatto il suo debutto in televisione il 21 settembre 2008, mentre la data di uscita italiana non è disponibile.

## Trama
Un allenatore che allena una squadra di ragazzi che giocano a football li aiuta a fare lavoro di squadra, a rispettarsi fra di loro, a credere in se stessi attraverso la fede in Dio. Il coach riuscirà a risolvere i suoi problemi e a far vincere la sua squadra?

## Produzione
Il film è stato girato ad alta definizione digitale in videocassetta (utilizzando Panasonic Varicam) e trasferito su pellicola. Utilizzando vere squadre di football delle scuole superiori, le sequenze di gioco sono state girate dal fotografo, Bob Scott, che è un direttore della fotografia veterano per NFL Films. Un altro tecnico di NFL Films è Rob Whitehurst, che ha registrato l'audio del film.